# Sebastiano Balduini
Sebastiano Balduini (Balduino) (Genova, 14 settembre 1795 – Genova, 12 gennaio 1853) è stato un banchiere e politico italiano.

## Biografia
Fu Direttore della Cassa del Commercio e dell'Industria di Torino (che in futuro diverrà il Credito Mobiliare), Censore della Banca di Genova, Membro del Consiglio d'ammiragliato mercantile, Membro del Consiglio d'amministrazione della Camera di commercio, Membro del Consiglio di reggenza della Banca di Genova, Socio promotore dell'Accademia ligustica di Genova.
Il 3 maggio 1848 venne nominato senatore del Regno di Sardegna dal Re Carlo Alberto.
Era padre del finanziere Domenico Balduino.
Morì tragicamente a Genova.
Venne sepolto a Genova, al cimitero monumentale di Staglieno, in un'arca opera di Giuseppe Gaggini.